# Microspio mecznikowianus
Microspio mecznikowianus är en ringmaskart som först beskrevs av Jean Louis René Antoine Édouard Claparède 1869.  Microspio mecznikowianus ingår i släktet Microspio och familjen Spionidae. Inga underarter finns listade i Catalogue of Life.